# Gyula vitéz télen-nyáron
A Gyula vitéz télen-nyáron magyar szatirikus filmvígjáték. A Stúdió 3 mutatta be 1970-ben a filmet, ami a Magyar Filmgyártó Vállalat műtermeiben készült.

## Történet
|  | Alább a cselekmény részletei következnek! |

Prohászka Feri egyszerű, hétköznapi ember, sörgyári munkás volt. Ám egyszer a Magyar Televízió tehetségkutatói véletlenül rátaláltak. Az MTV egy 12 részes történelmi kalandfilmsorozat forgatására készült, és a gyártásvezető ragaszkodott ahhoz, hogy a nép egyszerű gyermeke játssza a főhőst, Gyula vitézt. Az újdonsült amatőr színész eleinte kissé idegenkedett a filmgyártás körülményeitől, de hamarosan kedvét lelte benne, és a sorozat is országos népszerűségre tett szert. A tévéfilm törökverő főszereplője az ország új kedvencévé vált. Gyula vitéz sztárrá emelkedett, majd nemzeti hőssé vált. Különösen az asszonyok és a lányok lelkesedtek érte. A kisemberek megszerették, a magukénak érezték, alakja még a nemzeti illúziókat ápoló értelmiség körében is hódított.

## Szereplők
- Koncz Gábor – Prohászka Ferenc „Feri”/Gyula vitéz a sorozatban
- Kállai Ferenc – Bodó, tévés főszerkesztő
- Szilvássy Annamária – Klári, Bodó lánya
- Tardy Balázs – Morvai, Klári férje
- Őze Lajos – Lukács Péter, rendező
- Suka Sándor – Gál, kamionsofőr, Prohászka főbérlője
- Almási Éva – Annuska, Gál felesége, Prohászka szeretője lesz a sztársága után, addig nem veszi észre mint férfit
- Sunyovszky Szilvia – Vali, színésznő, Gyula vitéz szeretője a sorozatban, de Prohászkához nem vonzódik
- Molnár Tibor – Prohászka haverja
- Szirtes Ádám – Sanyi, a televízió sofőrje
- Verebély Iván – Bartos, a segédrendező
- Piros Ildikó – színésznő az új űrhajós sorozatban
- Both Béla – összeesküvő vérszerződést kötő magyar úr a sorozatban
- Egri István – Dr. Kass, Prohászka haverja
- Ferencz László – Hartman, segédszínész, Hartman Zsuzsika édesapja
- Greguss Zoltán – főorvos
- Gyenge Árpád – Kincses, Prohászka haverja
- Harsányi Gábor – kocsmai törzsvendég
- Huszti Péter – színész az új űrhajós sorozatban
- Konrád Antal – Zsigmond a sorozatban
- Madaras József – kalauz, kocsmai törzsvendég
- Siménfalvy Sándor – utcaseprő, kocsmai törzsvendég
- Téry Árpád – Dezső, színész
- Abody Béla – Lábodi Béla
- Andor Tamás – operatőr
- Benedek István – Serfőző Géza, történész
- Darás Léna – táncosnő a filmben
- Elbert János – a Tudós Klub előadója
- Fikár László – riporter (önmaga)
- Juhász Jácint – török vitéz a sorozatban
- Madaras Vilma – Margitka, Bodó titkárnője
- Lengyel Erzsi – Gálék bal oldali szomszédasszonya
- Petényi Ilona – Gálék jobb oldali szomszédasszonya
- Pecsenke József – Béla, kocsmai törzsvendég
- Szirmay Jenő – orvos a forgatáson, aki ellátja Prohászka agyrázkódását
- Takács Mária – tévébemondó (önmaga)
- Vargha Balázs – a Tudós Klub előadója
- Vitray Tamás – sportriporter (önmaga)
- Wisinger István – riporter (önmaga)
- Zelk Zoltán – Bíró Andor bácsi
- Bakó Márta – vécés néni, 30 éve minden rendszerben még mindig nyitva volt
- Szilágyi István – Ahmed Bahar, EB 3. helyezett török futó
- Csányi János – török bajvívó a sorozatban
- Vay Ilus – hallgató a nézőközönség soraiban A néző közbeszól c. műsorban
- Báró Anna – felháborodott tévénéző
- Inke László – török bég a sorozatban
- Dudás Mária – hölgyismerős, akihez Prohászka tévedésből megy be, mert gyertya ég az ablakban nála is

További szereplők: Bodonyi Béla, Császár Angela, Deme Gábor, Halász Béla, Haraszin Tibor, Horváth Ottó, Mezey Lajos, Müller Tibor, Patassy Tibor, Puskás Tibor, Rónai Egon, Simon Géza, Tarján András, Ujlaky Károly, Zana József

## Érdekesség
2007-ben az m1 és az m2 a film 3. és 4. tekercsét fordított sorrendben vetítette, így néhány jelenet helytelen sorrendben lett levetítve: pl. a főbérlő kidobja az asszony miatt Prohászka Ferit, aki ezután jön össze az asszonnyal. Az eredetiben előbb jön össze az asszonnyal Feri, és utána dobja ki a főbérlő.

## A Stúdió 3
A Stúdió 3 vezetője 1970-ben még Herskó János rendező volt, aki ebben az évben Svédországba emigrált. Olyan szabadabb vígjátékok készültek ekkoriban itt, mint Az oroszlán ugrani készül, A veréb is madár, A tanú.

## Televíziós megjelenés
M1, M2, Duna, Duna World, TV3, Szegedi VTV, Filmmúzeum, M3, Hír TV, Magyar Mozi TV